# Tane (provincie)

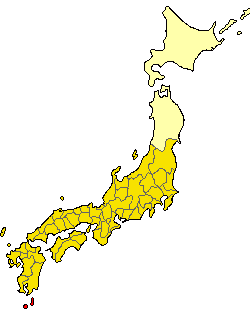
Kaart van de voormalige Japanse provincies met Tane in het rood

Tane (Japans: 多褹国 Tane no kuni) is een voormalige provincie van Japan, het besloeg de eilanden Tanegashima en Yakushima, ten zuiden van Kyushu.
Tane werd vaak Tane eiland (多禰島) of provincie Tane (多禰国) genoemd. Het maakt deel uit van Japan maar behield lange tijd haar politieke autonomie.
Een verslag uit een oud geschiedenis boek, Shoku Nihongi, van 1 augustus 702 verteld: Satsuma en Tane verbraken de relaties en gehoorzaamden de koning niet meer. Dus stuurde (de regering) een leger, veroverde hen, telde de bevolking en plaatste ambtenaren.
Dit markeerde de stichting van de provincie.
In 824 werd Tane opgenomen in de provincie Osumi.
Aki · Awa (Kanto) · Awa (Shikoku) · Awaji · Bingo · Bitchu · Bizen · Bungo · Buzen · Chikugo · Chikuzen · Chishima · Dewa · Echigo · Echizen · Etchu · Fusa · Harima · Hi · Hida · Hidaka · Higo · Hitachi · Hizen · Hoki · Hyuga · Iburi · Iga · Iki · Inaba · Ise · Ishikari · Iwaki (718) · Iwaki (1868) · Iwami · Iwase · Iwashiro · Iyo · Izu · Izumi · Izumo · Kaga · Kai · Kawachi · Kazusa · Keno · Kibi · Kii · Kitami · Koshi · Kozuke · Kushiro · Mikawa · Mimasaka · Mino · Musashi · Mutsu · Nagato · Nemuro · Noto · Oki · Omi · Oshima · Osumi · Owari · Rikuchu · Rikuzen · Riukiu · Sado · Sagami · Sanuki · Satsuma · Settsu · Shima · Shimōsa · Shimotsuke · Shinano · Shiribeshi · Suo · Suruga · Suwa · Tajima · Tamba · Tane · Tango · Teshio · Tokachi · Tosa · Totomi · Toyo · Tsukushi · Tsushima · Ugo · Uzen · Wakasa · Yamashiro · Yamato · Yoshino